# Brachymeria nursei
Brachymeria nursei är en stekelart som först beskrevs av Cameron 1907.  Brachymeria nursei ingår i släktet Brachymeria och familjen bredlårsteklar. Inga underarter finns listade.